# Трана
Трана (итал. Trana) — коммуна в Италии, располагается в регионе Пьемонт, в провинции Турин.
Население составляет 3341 человек (2008 г.), плотность населения составляет 209 чел./км². Занимает площадь 16 км². Почтовый индекс — 10090. Телефонный код — 011.
В коммуне 8 сентября особо празднуется Рождество Пресвятой Богородицы.

## Демография
Динамика населения:

## Администрация коммуны
- Официальный сайт: http://www.comune.trana.to.it/